# Arkys multituberculatus
Espèce
Synonymes
- Archemorus multituberculatus Balogh, 1982

Arkys multituberculatus est une espèce d'araignées aranéomorphes de la famille des Arkyidae.

## Distribution
Cette espèce est endémique du Queensland en Australie.

## Publication originale
- Balogh, 1982 : Some new Archemorus species (Araneidae). Acta Zoologica Hungarica, vol. 28, p. 15-21.